# Club Baloncesto Inmobanco
Il Club Baloncesto Inmobanco fu una società cestistica avente sede a Madrid, in Spagna. Nata all'interno della polisportiva del Real Madrid, come squadra riserve, col nome di Castilla-Vallehermoso, nel 1978 dopo la promozione in massima divisione, cambiò nome in Tempus, separandosi dal Real, per assumere l'anno seguente la denominazione di Inmobanco che mantenne fino 1983 quando di sciolse.
Vanta quattro stagioni nel massimo campionato spagnolo, e la partecipazione alla Coppa Korać 1980-1981 dove venne eliminata al primo turno.